# مقاطعة بريان
مقاطعة بريان هي إحدى مقاطعات ولاية بنجشير في أفغانستان. يقدر عدد السكان في عام 2019 بـ 16452 نسمة.